# Ordine di San Stanislao
L'Ordine di San Stanislao (in polacco Order św. Stanisława, in russo Орденъ Св. Станислава) fu un ordine della Confederazione polacco-lituana, del Regno di Polonia dal 1765 al 1831 e dell'Impero russo dal 1832 al 1917. In seguito, esistettero due ordini riconosciuti che affermarono di essere i discendenti dell'Ordine di San Stanislao: l’Ordine imperiale di San Stanislao russo, conferito come ordine dinastico dai discendenti in esilio della famiglia Romanov come ex-sovrani dell’impero russo, e l’Ordine della Polonia restituta, conferito dal Presidente della Polonia fino al 1992.

## Storia
Il Re Stanislao II di Polonia stabilì la fondazione dell'Ordine dei Cavalieri di San Stanislao vescovo e martire con decreto reale dell'8 maggio del 1765 per onorare il servizio dei meritevoli verso la figura del re.
Dopo la partizione della Polonia, esso venne riconosciuto nel Granducato di Varsavia nel 1807. Dal 1815 con il Congresso del Regno di Polonia, l'Ordine, originariamente con una sola classe di benemerenza, venne suddiviso in quattro classi. Il 25 gennaio 1831 il parlamento polacco depose lo Zar Nicola I (1825-1855) dal trono di Polonia. Dopo la caduta del governo rivoluzionario delle sollevazioni di novembre, la casata dei Romanov tornò al governo annettendo direttamente la Polonia alla Russia, creando l'Ordine Imperiale di San Stanislao ed aggiungendolo al sistema di ordini di collazione russa dal 1832, ove rimase sino alla caduta dell'Impero di Russia nel 1917. Successivamente, quando la Polonia ottenne l'indipendenza nel 1918, l'Ordine venne sostituito dall'Ordine della Polonia Restituta.

## Classi
L'ordine aveva originariamente tre sole classi di benemerenza:
- Cavaliere di I classe
- Cavaliere di II classe
- Cavaliere di III classe

Con il passaggio dell'Ordine sotto la diretta amministrazione dell'Impero Russo le classi dell'Ordine vennero ampliate alle classiche cinque:
- Cavaliere di I classe
- Cavaliere di II classe
- Cavaliere di III classe
- Cavaliere di IV classe
- Cavaliere di V classe

| Nastri (1765 - 1831)    |                        |                       |
| Cavaliere di III classe | Cavaliere di II classe | Cavaliere di I classe |

| Nastri (1832 - 1917)  |                        |                         |                        |                       |
| Cavaliere di V classe | Cavaliere di IV classe | Cavaliere di III classe | Cavaliere di II classe | Cavaliere di I classe |

## Insegne
Le insegne dell'ordine si differenziano a seconda del periodo di conferimento.
- La medaglia dell'ordine polacco consisteva in una croce di Malta ad otto punte, smaltata di rosso e pomata d'oro. Tra i suoi bracci, si trovavano quattro aquile, smaltate di bianco. Al centro si trovava un medaglione nero con il monogramma "S.2.R" (Stanislaus II Rex), contornato da un anello dorato col motto "Praemiando Incitat". La stella era invece composta di una placca d'argento a forma di stella con otto raggi con al centro un medaglione identico a quello della medaglia.
Il nastro era azzurro.
- La medaglia dell'ordine russo consisteva in una croce di Malta ad otto punte, smaltata di rosso e pomata d'oro. Tra i suoi bracci, si trovavano quattro aquile bicefale in oro sormontate dalla corona imperiale russa. Al centro si trovava un medaglione bianco con il monogramma "S.S." (Sanctus Stanislaus), contornato da una corona d'alloro smaltata di verde. La stella era invece composta di una placca d'argento a forma di stella con otto raggi con al centro un medaglione identico a quello della medaglia.
Il nastro era rosso con due fasce bianche per parte.